# Escrocheria
Escrocheria (franceză Le Humbug) este o nuvelă scrisă de Jules Verne și publicată pentru prima dată în 1910 de fiul său, Michel, în antologia Ieri și mâine.

## Povestea
Călătorind la bordul navei Kentucky între New York și Albany, naratorul, însoțit de d-na Melvil, face cunoștință cu un mare comerciant pe nume Meade Augustus Hopkins. Acesta a adus la bord două geamantane uriașe, al căror conținut este necunoscut. După spusele căpitanului, nu este prima dată când are loc această călătorie ciudată.
Se dovedește până la urmă că Hopkins nu este altul decât un antreprenor venit să fondeze un fel de Crystal Palace în împrejurimile localității Albany. Dar, în timpul muncii la realizarea construcției, el a făcut o descoperire extraordinară: scheletul gigantic al unei ființe dispărute de mii de ani...

## Istoric
Scrisă fără îndoială la întoarcerea din călătoria făcută în America în 1870. Textul nu a fost publicat în timpul vieții autorului, ci doar postum, Michel Verne introducându-l în antologia editată de Louis-Jules Hetzel în 1910, Ieri și mâine. Ca și în alte ocazii, Michel a modificat puțin stilul tatălui său. Textul original al lui Jules Verne a apărut în 1985 în Buletinul Socieății Jules Verne 76.

## Teme abordate în cadrul nuvelei
- Critica societății americane, vizibilă chiar din sintagma Moravuri americane, care însoțește titlul nuvelei (temă care se regăsește și în "În secolul XXIX. O zi din viața unui ziarist american în anul 2889" sau romanul Insula cu elice)
- Paleontologia
- Viața la bordul unei nave, similară acțiunii prezentate în romanul Un oraș plutitor

## Lista personajelor
- Naratorul[4]
- Edouard Vaillant[5] - vechiul său prieten, care dorește să rămână câteva zile la New York din motive familiale.
- Francis Wilson - comerciant din Albany și consul francez.
- D-na Melvil - soția lui Henry Melvil.
- Arsinoé - servitoarea neagră a d-nei Melvil.
- Meade Augustus Hopkins - "mare geniu speculant".
- Bobby - servitor negru al lui Hopkins.
- Dacopa -  - servitor negru al lui Hopkins..
- Căpinaul vasului Kentucky.
- D-na Sontag - cântăreață[6].
- John Turner
- Barckley
- Van Cornut - naturalist.

## Traduceri în limba română
- 1975 - "Humbug" - în volumul Doctorul Ox, Ed. Ion Creangă, Colecția "Jules Verne", vol. 7, traducere Sanda Radian
- 2010 - "Escrocheria" - în volumul Doctorul Ox, Ed. Adevărul, Colecția "Jules Verne", vol. 7, traducere Dan Starcu, ISBN 978-606-539-145-1